# Feliciano Blázquez
Feliciano Blázquez Sánchez (Junciana, Ávila; 1 de febrero de 1935-Ávila, 30 de noviembre de 2017) fue un médico y político conservador español, que fue diputado al Congreso durante cinco legislaturas, después de haber sido senador.

## Biografía
Licenciado en Medicina y Cirugía, especialista en anestesiología por la Universidad Central de Madrid, completó su formación en Marruecos y obtuvo por oposición una plaza como médico en el hospital de Ávila. En el ámbito político se vinculó con el Partido Popular, y fue considerado uno de los mentores de José María Aznar, Ángel Acebes y Sebastián González. Fue elegido diputado por la circunscripción electoral de Ávila en cinco ocasiones (elecciones de 1989, 1993, 1996, 2000 y 2004) y senador en las elecciones de 1986, también por Ávila. Fue presidente de la Caja de Ávila. Era presidente de Honor del Partido Popular de Ávila.